# Ryan Thomas
Ryan Jared Thomas (Auckland, 20 dicembre 1994) è un calciatore neozelandese, attaccante del PEC Zwolle.

## Caratteristiche tecniche
Ricopre, principalmente, il ruolo di ala destra e all'occorrenza seconda punta: ruoli che gli permettono di mettere in mostra la sua notevole agilità e la sua qualità nei calci piazzati.

## Carriera

### Club
Inizia la sua carriera da calciatore professionista il 23 ottobre 2011 esordendo per il Waikato contro l'Auckland City. Il 18 febbraio 2012 realizza il suo primo gol in carriera in occasione del match, perso, contro gli Hawke's Bay United.
Nel 2013 si trasferisce in Europa per giocare con gli olandesi dello Zwolle.
Nel 2014 raggiunge la finale di Coppa d'Olanda, partita in cui mette ha segno una doppietta contro l'Ajax, contribuendo alla vittoria del suo primo trofeo.
Nell'estate del 2018 viene ceduto al PSV, ma sarà costretto a saltare tutta la stagione 2018-2019 a causa di un infortunio ai legamenti del ginocchio, iniziando a trovare spazio solo nel corso della stagione 2020-2021.

## Palmarès

### Club

#### Competizioni nazionali
- Coppa dei Paesi Bassi: 2

Zwolle: 2013-2014
PSV: 2021-2022
- Supercoppa dei Paesi Bassi: 2

Zwolle: 2014
PSV: 2021

### Individuale
- Squadra maschile OFC del decennio 2011-2020 IFFHS: 1

2020